# Йекабпилс
За административния район вижте Йекабпилс (район).
Йекабпилс (произношение) (на латвийски: Jēkabpils) е град в Югоизточна Латвия, административен център на район Йекабпилс.
Градът се намира в историческата област Земгале. Разположен е на двата бряга на река Западна Двина (Даугава), на 120 km югоизточно от столицата Рига.

## История
Йекабпилс е основан през 1670 г. и е наречен с немското име Якобщат в чест на Якоб Кетлер, херцог на Курландия, който му дава градски права.
През 1962 г. към него е присъединен намиращият се на другия бряг на Западна Двина град Крустпилс (Кройцбург), основан през 1237 г. от Ливонския орден на мястото на старо търговско средище на племето латгали.

## Побратимени градове
- Соколова Подласки, Полша
- Червьонка-Лешчини, Полша
- Меле, Германия
- Лида, Беларус
- Маарду, Естония

## Известни личности
- Екатерина I (1684 - 1727) - руска императрица, родена като Марта Скавронска (предполага се, че е родена в Йекабпилс)
- Айварс Лембергс – политик, дългогодишен кмет на Вентспилс